# Antytila

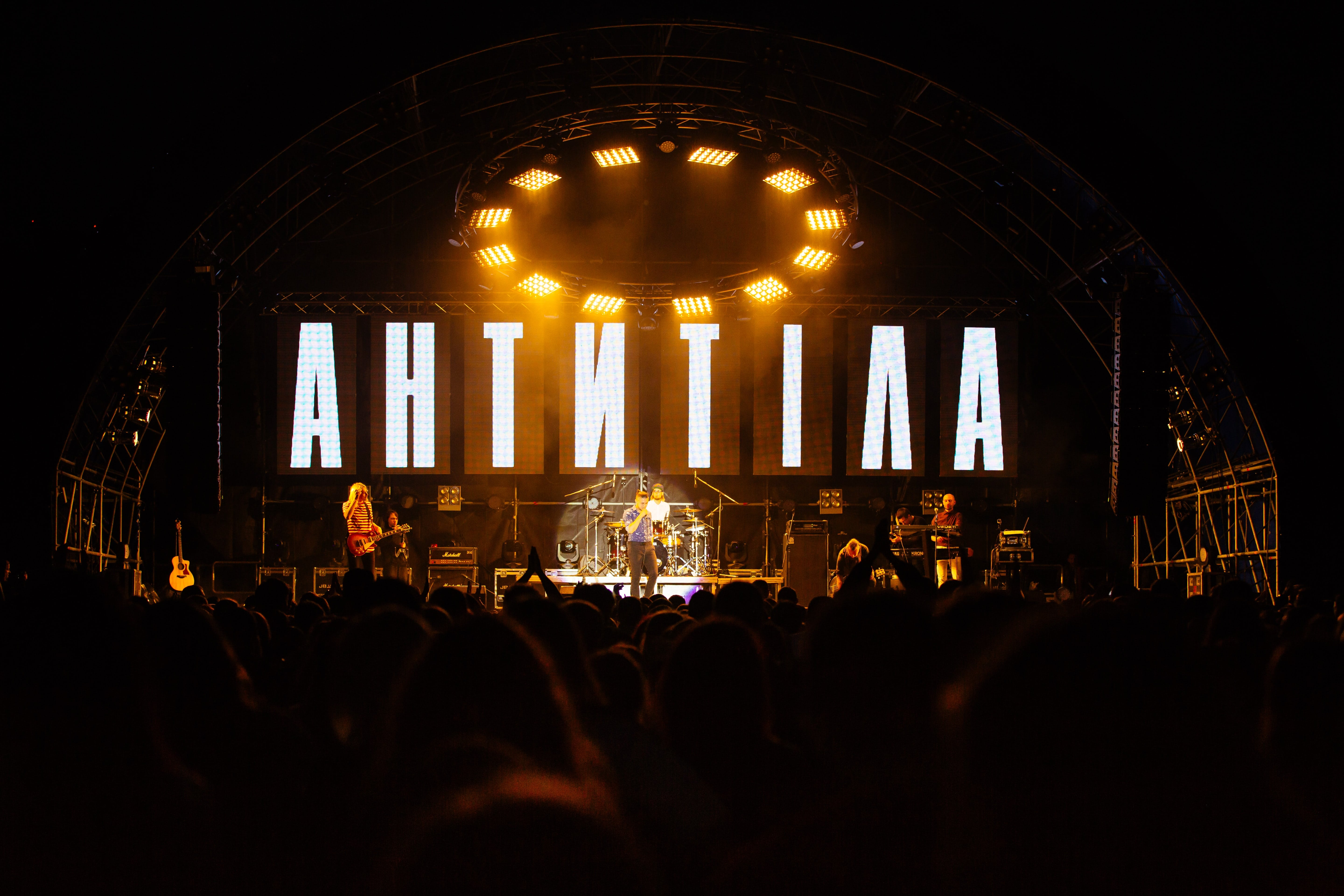
Antytila 2017

Antytila (ukrainisch Антитіла) ist eine ukrainische Musikgruppe. Zu ihr gehören Taras Topolja (Gesang), Serhij Wussyk (Keyboard, künstlerischer Leiter), Dmytro Scholud (Gitarre), Dmytro Wodowosow (Schlagzeug) und Mykhailo Chyrko (Bass). Im Jahr 2018 wirkte Wolodymyr Selenskyj, seit 2019 Präsident der Ukraine,[veraltet] in ihrem Musikvideo LEGO mit.

## Geschichte
Seit 2014 sind drei Mitglieder der Gruppe (Topolja, Wussyk und Wodowosow) als Freiwillige in der Armee. Kurz vor dem russischen Überfall auf die Ukraine traten Topolja, Wussyk und Scholud der Territorialen Verteidigungskräfte bei, die in die ukrainischen Streitkräften integriert sind. Bei den Territorialen Verteidigungskräfte handelt es sich um militärische Einheiten die aus Bürgersoldaten und Reservisten bestehen und können am besten mit der Nationalgarde der USA verglichen werden. Topolja, Wussyk und Scholud sind Soldaten der 4th Company, des 130th Territorial Defense Battalion, der 241st Territorial Defense Brigade. Dort verrichteten die drei Dienst als Combat Medics direkt an der Front. Sie nahmen an den Gefechten um Kiew und Charkiw teil. Dabei haben sie als Sanitäter vielen ihrer Kameraden das Leben gerettet. Kurz bevor ihre Einheit zu den schweren und verlustreichen Kämpfen in Bakhmut verlegt wurde, wurden die drei nach neun Monaten Dienst abgezogen und in den Reservedienst versetzt. Wodowosow und Chyrko sind ebenfalls die ganze Zeit als militärische Freiwillige (nicht zu verwechseln mit der Territorial Defence Force) tätig gewesen. Seit 2014 existiert die von der Band geleitete ANTYTILA Charity Foundation. Diese Foundation sammelt Spenden zum Kauf von Waffen, Munition und Medizin für die ukrainische Armee, das reparieren von nach dem Kampf beschädigten Militärfahrzeugen und Ausrüstung sowie für die langjährige finanzielle Unterstützung von Kindern ihrer gefallenen Kameraden des 130. Battalions.
Weltweites Aufsehen erregte der Aufruf der Band auf ihrem TikTok-Kanal, seit der britische Singer-Songwriter Ed Sheeran auf ihre Anfrage geantwortet hatte. Die Musiker wollten von der Front aus per Videoschaltung am Concert for Ukraine am 29. März 2022 in Birmingham teilnehmen und baten deshalb den britischen Superstar um Unterstützung. Die Organisatoren des Benefizkonzertes erteilten der Anfrage zwar eine Absage, doch Sheeran meldete sich auf TikTok und dankte Antytila für ihre Nachricht.
In der Folge kam es zu einem Video mit Ed Sheeran, in dem dessen Song 2Step neu interpretiert wurde. Durch die Veröffentlichung wurden sie international bekannt. Am 8. Mai 2022 gaben Bono und The Edge ein kurzes Konzert in einem Luftschutzraum in der ukrainischen Hauptstadt Kiew, bei dem sie With or Without You, Desire, Angel of Harlem, Vertigo und Ben E. Kings Stand By Me spielten. Für Stand By Me holten sie sich Unterstützung von Taras Topolja, dem Sänger von Antytila.
Im Jahre 2023 veröffentlichte die Band ein Lied, das sich mit der Schlacht um Bakhmut beschäftigt. Kurz nach dieser Veröffentlichung wurde ebenfalls eine Akustik Version diese Liedes veröffentlicht. Zu dieser Version wurde ein weiteres Musikvideo veröffentlicht, welches die Band am Lagerfeuer zusammen mit den Kameraden ihrer Einheit zeigt. Das Video wurde aufgenommen als die Einheit zum Ausruhen von den Kämpfen in Bakhmut zurückgezogen wurde. Diese Version ist den gefallenen Kameraden, besonders der gefallenen Combat Medics der Einheit, gewidmet.
Am 27. April 2023 kündigte die Band ein Konzert an, welches am 23. August 2024 in Jalta auf der Krim stattfinden soll.

## Diskografie

### Alben
- 2008: Будувуду, Moon Records Ukraine
- 2011: Вибирай, Moon Records Ukraine
- 2013: Над Полюсами, Comp Music
- 2015: Все красиво, Comp Music
- 2016: Сонце, Comp Music
- 2019: Hello, УМИГ